# Iron Gomis
Pour les articles homonymes, voir Gomis.
Iron Gomis, né le 9 novembre 1999 à Marseille en France, est un footballeur français qui évolue au poste de milieu offensif au Zirə FK.

## Biographie

### Débuts à Dunkerque
Né à Marseille en France, Iron Gomis débute le football avec le S.A. Saint-Antoine. Ses parents déménagent pour Rouen quand il est âgé de 12 ans. C'est sous les couleurs du club de la ville qu'il se fait repérer lors d'un match amical face à Amiens en U16. Repéré par Loïc Lavillette, il rejoint l'Amiens SC en 2015. Le 9 mars 2019, il signe son premier contrat professionnel avec Amiens.
Il commence toutefois sa carrière à l'USL Dunkerque, où il est prêté le 20 juillet 2019 pour une saison. Le club évolue alors en National (D3). Il joue son premier match le 2 août 2019, lors de la première journée de la saison 2019-2020 face à Lyon - La Duchère. Il est titularisé et son équipe s'impose par trois buts à zéro. Ses prestations lors de la première partie de saison attirent plusieurs clubs, dont le FC Schalke 04.

### Retour à Amiens
De retour à l'Amiens SC à l'été 2020, Iron Gomis découvre alors la Ligue 2, jouant son premier match dans cette compétition et pour Amiens le 22 août 2020, lors de la première journée de la saison 2020-2021 face à l'AS Nancy-Lorraine. Il est titulaire et son équipe l'emporte (1-0). Il devient l'une des révélations du début de saison et prolonge son contrat jusqu'en 2023 avec son club formateur.

### Retour à Dunkerque
Revenu à l'USL Dunkerque pour se relancer, le milieu de terrain de 22 ans, prêté par Amiens, est l’un des artisans de la bonne dynamique du club en mars 2022 : il est impliqué dans cinq des six derniers buts marqués par son équipe. Néanmoins, il ne pourra pas empêcher la descente en National de l'USL Dunkerque.

### Kasımpaşa SK
Le 15 juillet 2023, Iron Gomis rejoint la Turquie afin de s'engager en faveur du Kasımpaşa SK. Il signe un contrat courant jusqu'en juin 2026.
Gomis marque son premier but pour le club le 22 octobre 2023, lors d'une rencontre de championnat face à Sivasspor. Il est titularisé et donne la victoire à son équipe en étant l'unique buteur de la partie.
Le 2 septembre 2024, son contrat avec Kasımpaşa a été résilié d'un commun accord, et il est devenu agent libre.

### Zirə FK
Le 3 septembre, il a signé un contrat de deux ans avec le club azerbaïdjanais Zirə FK.